# Dutch International Indoors 1980
Il Dutch International Indoors 1980 è stato un torneo femminile di tennis giocato sul sintetico indoor. È stata la 1ª edizione del Dutch International Indoors, che fa del WTA Tour 1980. Si è giocato ad Amsterdam nei Paesi Bassi, dal 10 al 16 novembre 1980.

## Campionesse

### Singolare
Hana Mandlíková ha battuto in finale  Virginia Ruzici con il punteggio di 5–7, 6–2, 7–5

### Doppio
Hana Mandlíková /  Betty Stöve hanno battuto in finale  Mima Jaušovec /  Joanne Russell con il punteggio di 7–6, 7–6